# Gare de Bánhida
La gare de Bánhida (en hongrois : Bánhida vasútállomás) est une halte ferroviaire hongroise, située à Tatabánya.